# La Traque (téléfilm, 2008)
Pour les articles homonymes, voir La Traque et La Traque (téléfilm, 2021).
La Traque est un téléfilm français réalisé par Laurent Jaoui, diffusé en 2008.

## Synopsis
Ce téléfilm retrace l'histoire du couple franco-germanique (Serge et Beate Klarsfeld) qui a consacré sa vie à traquer les criminels nazis et à les amener en face de la Justice.
Chasseurs de nazis, Serge et Beate Klarsfeld ont notamment consacré leur vie à la traque acharnée de Klaus Barbie, réfugié en Amérique latine sous une fausse identité.

## Fiche technique
- Titre original : La Traque
- Réalisation : Laurent Jaoui
- Scénario : Alexandra Deman et Laurent Jaoui
- Format : couleur
- Durée : 108 minutes
- Date de diffusion : le 10 mars 2008, sur Canal+

## Distribution
- Yvan Attal : Serge Klarsfeld
- Franka Potente : Beate Klarsfeld
- Hanns Zischler : Klaus Barbie
- Jesus Rojas : Gustavo Sanchez
- Sophia Eva Wilhelmi : Margaret
- Christophe Brault : Régis Debray
- Fernando Arze : Alvaro de Castro
- Jean-Marie Winling : le général Charon
- Germain Wagner : le procureur Ludolph
- Xavier de Guillebon : Ladislas de Hoyos
- Benjamin Alazraki : Michel
- Laurent Klug : Elie
- Jorge Ortiz : Rubio
- Joaquin Berthold : Herbert John
- Marion Game : Raïssa
- Victor Haïm : Geissman
- Jorgle Standl : Kurt Lischka
- Augustin Alcoba : Arno Klarsfeld
- Andrea Ravera : Pagliaie
- Olivier Ubertalli : le rédacteur en chef
- Ary Abittan : l'agent du Mossad